# Newmarket (New Hampshire)
Newmarket – miasto w Stanach Zjednoczonych, w stanie New Hampshire, w hrabstwie Rockingham.